# Spółgłoska miękkopodniebienna
Spółgłoska miękkopodniebienna lub welarna – spółgłoska, której wymowa polega na zbliżeniu języka do podniebienia miękkiego (łac. velum). Takie głoski są bardzo rozpowszechnione – występują właściwie we wszystkich językach ludzkich. Wiele języków ma również labializowane i palatalizowane warianty spółgłosek welarnych.

## Zapis IPA
Międzynarodowy alfabet fonetyczny pozwala na rozróżnienie następujących spółgłosek miękkopodniebiennych:
- [k] – jak w polskim wyrazie kamień
- [ɡ] – jak w polskim gad
- [ŋ] – w polskim wyrazie ręka [rεŋka]
- [x] – polskie ch w chata
- [ɣ] – np. w arabskim wyrazie Maghreb
- [ɰ] – np. w irlandzkim wyrazie naoi „dziewięć”
- [ʟ]
- [w] – „niesylabiczne u” w wyrazie auto lub angielskie w w weekend